# Кулешова, Вера Семёновна
Вера Семеновна Кулешова (15 февраля 1925, Городской округ город Клинцы — 1992, Мелитополь, Запорожская область) — украинская поэтесса. С детства говорила по-русски, но большая часть её жизни связана с Мелитополем. Писала преимущественно на украинском языке, которым владела в совершенстве. При жизни её знали и неоднократно о ней вспоминали Сергей Авдеенко, Олег Гончаренко.
Член и секретарь Мелитопольского литературного объединения «Таврия» (теперь им. П. Ловецкого).

## Биография
Родилась в городе Клинцы, Брянской области, 15 февраля 1925 года, в семье коммуниста Баленка Семена Антоновича. С годовалого возраста Вера Кулешова проживала на Украине — родине её матери. В годы Велико Отечественной войны семья Баленков эвакуирована в город Сергач, Горьковской области. После освобождения Мелитополя вернулись домой. Отец и братья Веры Кулешовой воевали на фронте, муж тоже участник войны. Мать троих детей, бабушка десятерых внуков. Вера Семеновна Кулешова — являлась секретарем Мелитопольского литобъединения «Таврия», участница самодеятельного народного театра, лектор общества кинолюбов, рукодельница, портниха, художница, домохозяйка, внештатный корреспондент журналов и газет, автор многих песен, лауреат и дипломант литературно- музыкальных конкурсов. Она была частым и желанным гостем в школах и предприятиях города, в институтах, общежитиях. Её знали в лицо и всегда ждали как взрослые, так и дети.
С 1963 года стихи В. Кулешовы печатаются в газете «Серп и молот», областных, республиканских и союзных изданиях («Запорожская правда», «Хортица», «Литературная Украина», «Сельская жизнь» и др.).
Её стихи звучали, как украинская песня, протяжная, душевная. Неудивительно, что к её стихам часто обращались мелитопольские композиторы. П. И. Костиц написал песни «Мы помним» (посвящена мелитопольским героям-подпольщикам), «Я хочу присниться тебе», «Девичья песня», «Любишь — не любишь».
Поддержала многих поэтов, пример Виктор Харин.
«Да, конечно. А потом он обратился в литературный кружок, который действовал в городе. В этом кружке был такой принцип: если „пощипать“ новичка при первом посещении им кружка, и человек не испугается, а придет ещё, то он будет писать. Была там такая поэтесса Вера Кулешова, она поддержала мужа»
В 1984 году на областном конкурсе, посвященном сотрудникам внутренних дел, Вера Кулешова и композитор В. Нахимович получили третью премию за песню «Песенка о Инспекторе ГАИ». А песня «Соловьиное танго» (композитор Ю. Логинов) была признана гимном Украинских парков.
Около тридцати лет Вера Семеновна была активным членом мелитопольского литературного объединения «Таврия» (теперь им. П. Ловецкого), его секретарем, помогала молодым поэтам.
Поэзии мастера вошли в альманах местного литературного объединения «Я живу в Мелитополе», «Ты цвети, наш парк и живи …», «Мыслей и чувств сплетение».
Неоднократно у неё заимствовал стихи А. Фесюк. Печататься начала в 1961 году. Первый сборник «Перекличка» увидел свет в 1975 году. Ещё одна книга, «Облака», вышла в 1993 году.
В 2007 году в Мелитополе издана единственный сборник стихов В. Кулешова «Я не могу не петь», в которой наблюдаются добро и нежность, тепло и страдания, боль и большое чувство вдохновения от созданного; рядом с гражданской лирикой — лирика пейзажная, интимная.
1992 год стал последним годом в жизни поэтессы. Но каждую весну в украинских парках поют соловьи и звучит «соловьиной танго» Веры Кулешовы.
У центрального фонтана ровно в шесть
Мы услышим эту радостную весть
Наше танго о весне и о любви
Что когда-то сочинили соловьи!
(В. Кулешова)
После смерти Веры Кулешовой под чужим именем её стихи опубликовала Людмила Романова.

## Память
Её стихотворения постоянно читают школьники, студенты на различных литературных конкурсах:
- 2006.12.10 — 12 октября литераторы в малом зале ДК им. Шевченко отметили 75-летие литобъединения Ловецкого. И состоялась презентация альманаха «Думок та почуттів сплетіння».[3]
- 2014, 29 ноября в ДК им. Т. Шевченко состоялся концерт муниципального духового оркестра Мелитополя, посвященный 50-летию творческой деятельности дирижера оркестра, члена Запорожского областного объединения композиторов Павла Костица.[4]
- 2017.21.03 — Всемирный день поэзии в Мелитопольском краеведческом музее[5].
- 2018.06.10 — Конкурс читців власних поезій про Мелітополь (стих «Признание»).
- 04.11.2018 — Свято мікрорайону «Urban day» (презентация книг мелитопольских авторов, где также было творчество поэтессы).
- 14.11.2018 — Поетичний коктейль — До рідного слова торкаюсь душею. Библиотека Маяковского (Мелитополь).
- 14.12.2018 — Літературно-музичний вечір «Я покажу тобі світ. Навиворіт».

## Публикации
- Кулешова В. Я не могу не петь / В. Кулешова. — Мелитополь: Издат дом МГТ, 2007. — 31 с.
- «Парк юности нашей… Книга первая» Евгения Харитонова. Главы III—IV. Воспоминания С. П. Мячина про парк Горького в 1930-е годы. Издание четвертое, дополненное. Мелитополь, издательство «Мелитополь», 2007 год. Тираж 100 экз. 146 страниц.[6]
- Кулешова В. [Стихи] / Вера Кулешова // Литературное Свитовид Мелитопольщины: хрестоматия / сост. Н. В. Зайдлер, А. Н. Гончаренко. — 2-е изд., Испр. и полным. — Мелитополь, 2010. — С. 438—444.